# Locris bakeri
Locris bakeri är en insektsart som beskrevs av Victor Lallemand 1920. Locris bakeri ingår i släktet Locris och familjen spottstritar. Inga underarter finns listade i Catalogue of Life.